# نادي فآسا
نادي فآسا لكرة القدم (بالفنلندية: Vaasan Palloseura) نادي كرة قدم فنلندي، مقره في مدينة فآسا.